# R.J. Barrett
Rowan Alexander "RJ" Barrett Jr (ur. 14 czerwca 2000 w Toronto) – kanadyjski koszykarz, występujący na pozycjach rzucającego obrońcy lub niskiego skrzydłowego, od 2023 zawodnik Toronto Raptors.
Podczas pobytu w szkole średniej wystąpił w kilku meczach gwiazd - Nike Hoop Summit (2017), McDonald’s All-American (2018), Jordan Classic International (2016), Canadian Showcase (2018). W dwóch ostatnich zdobył tytuł MVP. W 2018 został uznany najlepszym zawodnikiem amerykańskich szkół średnich przez kilka różnych organizacji (Mr. Basketball USA, Morgan Wootten National Player of the Year, Naismith Prep Player of the Year, Gatorade Player of the Year, USA TODAY's High School Player of the Year) oraz stanu Floryda (Florida Gatorade Player of the Year).
30 grudnia 2023 został wytransferowany do Toronto Raptors.

## Osiągnięcia
Stan na 13 marca 2024, na podstawie, o ile nie zaznaczono inaczej.

### NCAA
- Uczestnik rozgrywek Elite 8 turnieju NCAA (2019)
- Mistrz turnieju konferencji Atlantic Coast (ACC – 2019)
- Zawodnik roku NCAA według USA Today (2019)
- Laureat Jerry West Award (2019)[5]
- Zaliczony do:
  - I składu:
    - All-American (2019)
    - ACC (2019)
    - turnieju:
      - ACC (2019)
      - Maui Invitational (2019)

    - najlepszych pierwszorocznych zawodników ACC (2019)

### NBA
- Uczestnik Rising Stars Challenge (2020)[6]

### Reprezentacja
Seniorska
- Brązowy medalista mistrzostw świata (2023)[7]

Młodzieżowe
- Mistrz świata U–19 (2017)
- Wicemistrz Ameryki U–16 (2015)
- Uczestnik mistrzostw świata U–17 (2016 – 5. miejsce)
- MVP mistrzostw świata U–19 (2017)
- Zaliczony do I składu mistrzostw świata U–19 (2017)
- Lider strzelców mistrzostw świata U–19 (2017)[8]